# Мюнцкирхен
Мюнцкирхен (нем. Münzkirchen) — ярмарочная коммуна (нем. Marktgemeinde) в Австрии, в федеральной земле Верхняя Австрия.
Входит в состав округа Шердинг. Население составляет 2545 человек (на 31 декабря 2005 года). Занимает площадь 21 км². Официальный код — 41413.

## Политическая ситуация
Бургомистр коммуны — Франц Хас (АНП) по результатам выборов 2003 года.
Совет представителей коммуны (нем. Gemeinderat) состоит из 25 мест.
- АНП занимает 14 мест.
- СДПА занимает 7 мест.
- АПС занимает 4 места.